# Tryskové proudění

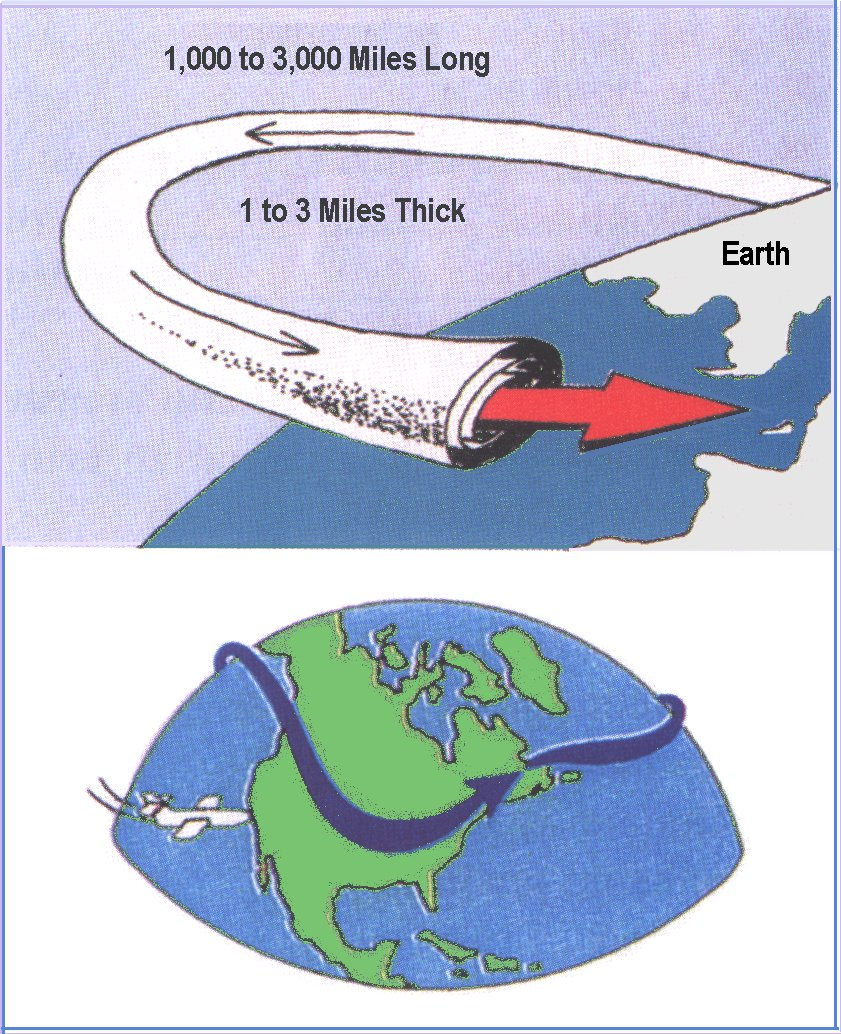
Ilustrace tryskového proudění

Tryskové proudění neboli jet stream [dʒɛt striːm]IPA, je proudění vzduchu v atmosféře ve směru ze západu na východ. Vyskytuje se v prostoru tvaru přibližně trubice podél rovnoběžek, která bývá navíc meandrovitě zvlněná ve směru od jihu k severu.

## Vlastnosti

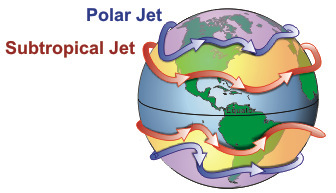
Názorné zobrazení polohy polárního a subtropického tryskového proudění

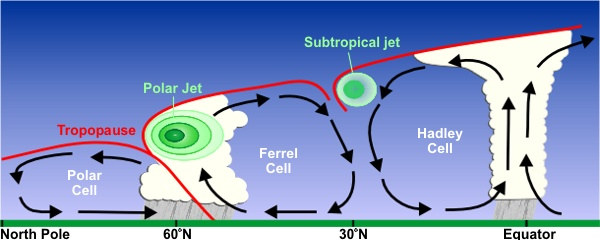
Schematické zobrazení polohy tryskových proudů v příčném řezu troposférou kde je znázorněna globální cirkulace atmosféry.

Tryskové proudění je vyvoláno rozdílem teplot v rozdílných zeměpisných šířkách. Jsou pro ně charakteristické rychlosti větru přes 30 m·s−1 (108 km/h), v extrémních případech dokonce i přes 700 km/h. Prostor vymezený izotachami vymezujícími tryskové proudění má značně protáhlý zúžený tvar. Jeho okraje se vyznačují prudkým nárůstem (gradientem) rychlosti větru – kolem 10 m·s−1 (36 km/h) na 1 km příčné vzdálenosti. Tryskové proudění se vyskytuje zpravidla 1 až 2 km pod tropopauzou, a sice na hranici sousedících vzduchových hmot, jejichž teploty jsou výrazně rozdílné. Jsou tedy mezi polární, Ferrelovou a Hadleyovou buňkou – tedy vždy dva tryskové proudy na každé polokouli. Silnější polární tryskové proudění se nachází kolem 50° zeměpisné šířky (ale vzhledem k výraznému zvlnění někdy zasáhne i pod 30° zeměpisné šířky), ve výškách 7 až 12 km, a je zpravidla značně souvislé ve všech zeměpisných délkách. Subtropické tryskové proudění se nachází kolem 30° zeměpisné šířky, vzhledem k vyšší troposféře v těchto šířkách se nachází ve výškách 10 až 16 km, a je slabší a méně souvislé.

## Historie
Proudění bylo objeveno letci během druhé světové války. Uvádí se kromě jiného, že na tento jev narazila japonská ozbrojená moc, když konala pokusy s bombardováním západního pobřeží USA pomocí barostaticky řízených balonů s podvěšenými pumami, vypouštěných z východního pobřeží severních japonských ostrovů. Bez tryskového proudění by tento vojenský záměr nebyl realizovatelný.

## Využití

Příklad využití tryskového proudění pro lety z Tokia do Los Angeles. Zatímco dráha letu západním směrem sleduje ortodromu (červeně), let na východ je snazší na dráze tryskového proudění (zeleně).

Tryskové proudění má značný význam v letecké dopravě, respektive letectví, protože usnadňuje let a snižuje náklady na množství spotřebovaného paliva – to platí při letu s tryskovým prouděním. Pokud letadlo letí proti tryskovému proudění, pak se zvyšuje spotřeba a roste čas potřebný k přepravě. Pokud se letadlo snaží využít tryskové proudění, pak většinou opouští ortodromu, tedy nejkratší spojnici dvou bodů na sférické ploše. Piloti musí brát v úvahu i to, že tryskové proudění ve svém okolí vyvolává turbulence.

## Vliv na počasí
Proudění má vliv na počasí v Evropě a Asii. Severojižní zvlnění oblasti tryskového proudění způsobují tzv. Rossbyho vlny, které vyvolávají navíc tlak směrem k západu. Síla větru tryskového proudění je obvykle větší; proto se vlny tryskového proudění pohybují k východu. Důsledkem jsou pak mj. frontální poruchy přicházející od západu.
V určitých případech však Rossbyho vlny mohou být dostatečně silné na to, aby zastavily postup meandrů tryskového proudění; to pak vyvolá situaci, kdy oblast tryskového proudění je stacionární, což má za následek dlouhodobě stejné rozložení atmosférického tlaku a může to vést k extrémům počasí. Meandry vyklenuté k severu přitahují od jihu horký vzduch, naopak meandry směřující k jihu vyvolávají proudění studený vzduch od severu. Taková situace nastala např. v červenci 2010. Tehdy do střední Evropy pronikl chladný vzduch ze Skandinávie, horký vzduch ze severní Afriky silně ohřál značnou část Ruska, což mělo za následek zničující požáry lesů a rašelinišť a chladný vzduch z oblasti Karského moře vyvolal v Pákistánu rozsáhlé povodně.
V oblasti Karibiku pak stacionární situace zabránila přílivu vlhkého vzduchu, což mělo za následek výrazné snížení výskytu i intenzity hurikánů, v protikladu s očekávanou velmi aktivní hurikánovou sezónou související s výskytem klimatického jevu La Niña.
Naopak v zimním období tento jev může vyvolat delší období mrazivého počasí. Někdy se vyskytuje také ve spojitosti s jevem La Niña, který na tryskové proudění může mít vliv.

## Příčiny rozkolísání tryskového proudění
Příčiny častějšího výskytu stacionární polohy proudění dosud nejsou známé. Podle výzkumů britských vědců, kteří srovnávali historické záznamy počasí s historií aktivity Slunce, se tento jev zřejmě vyskytuje častěji v letech, kdy je sluneční aktivita nižší . Pravděpodobně souvisí i se slábnutím rychlosti tryskového proudění, zvláště na podzim a v zimním období. Zimy, kdy v Arktidě bylo teplé a na kontinentech chladné počasí, nastaly např. v letech 1936, 1963 a 1969. Dlouhodobější slábnutí rychlosti tryskového proudění bylo pozorováno od 80. let 20. století, kdy jeho rychlost na podzim a v zimě postupně klesla asi o 15 procent; nejvýznamnější pokles nastal okolo roku 2010.
Někteří vědci se domnívají, že to může mít souvislost s globálním oteplováním, které zvyšuje teplotu Arktidy.
Studie publikovaná v únoru 2020 ukazuje, že zvyšující teplota Arktidy nemá zřejmě vliv na zvlnění tryskového proudění.